# 동경의 합창
동경의 합창(東京の合唱, Tokyo Chorus)은 일본에서 제작된 오즈 야스지로 감독의 1931년 코미디, 드라마 영화이다. 오카다 토키히코 등이 주연으로 출연하였다.

## 출연

### 주연
- 오카다 토키히코
- 야구모 에미코

### 조연
- 스가와라 히데오
- 타카미네 히데코
- 사이토 타츠오
- 리다 초우코
- 사카모토 타케시
- 타니 레이코
- 미야지마 켄이치
- 야마구치 이사무

## 제작진
- 의상: 사이토우 쿠레나이